# 無筋麵粉
無筋麵粉又稱澄麵、澄粉、淀麵（wheat starch），是從小麥提取澱粉所製成，是一種不含麵筋的麵粉。
淀麵是麵團裡的少量水溶性蛋白质以及大量淀粉，如果把麵團放於水中沖洗，把沖出來的物質沉澱濾乾，即可得淀麵（而剩下的非水溶性蛋白質就是麵筋）。
澄面通常是低筋粉，不是無筋（not Gluten Free), 筋通常指的是面粉中的麵筋（gluten）。麵筋是一種蛋白質，存在於小麥等穀物中，特別多的是高筋麵粉中。它在面粉和水混合時形成，賦予面團黏性和彈性。
麵筋是一種複雜的蛋白質混合物，存在於小麥和相關穀物如大麥和黑麥中。它的主要成分是兩種類型的蛋白質：麵筋蛋白（glutenin）和膠原蛋白（gliadin）。這些蛋白質負責賦予麵筋其獨特的性質，包括賦予麵團彈性，並在製作麵包時幫助它膨脹。
麵筋蛋白（glutenin）：麵筋蛋白是一種較大且較線性的蛋白質，有助於賦予麵團彈性和強度。它形成長鏈的蛋白質，建立網絡，賦予麵團結構。
膠原蛋白（gliadin）：膠原蛋白則是較小且較球形的蛋白質，有助於賦予麵團可伸展性，使其能夠在不斷製作過程中拉伸而不斷裂。然而，膠原蛋白也是導致患有腸病或對麵筋敏感的人體免疫反應的元兇。
這兩種蛋白質之間的相互作用，加上水合作用以及在揉麵時操作，形成了麵筋。這種蛋白質網絡捕捉了由酵母或化學膨鬆劑產生的二氧化碳氣體，使麵團膨脹，從而產生了麵包和其他烘焙食品的特有質地。

## 應用
因為無筋麵粉黏度和透明度均較高，因此主要用作製作中式糕餅或點心的粉皮，如廣式點心中的蝦餃、粉果的粉皮，又或銀針粉，蒸熟後看起來晶瑩剔透，彈性較高，其作用就像西式糕點裡的明膠或洋菜。

## 各類食用澱粉
| 原料         | 名稱                           | 用途、備註                                 |
| ------------ | ------------------------------ | ------------------------------------------ |
| 小麥         | 麵粉、澄粉（無筋麵粉）         | 適合西點麵食製作。                         |
| 馬鈴薯       | 太白粉、生粉                   | 適合勾芡和醃食物，湯汁放涼後會還水變稀。   |
| 玉米         | 玉米澱粉、玉米麵粉、粟粉、生粉 | 適合西點製作、勾芡，湯汁放涼後依然濃稠。   |
| 番薯         | 地瓜粉、蕃薯粉                 | 顆粒較為粗糙，適合油炸。                   |
| 木薯         | 樹薯粉、木薯粉（太白粉）       | 泰國木薯粉有時被當成地瓜粉或太白粉。       |
| 蓮藕         | 蓮藕粉                         | 製作藕粉羹、蒸藕粉。                       |
| 其他食用粉類 |                                |                                            |
| 稻米         | 糯米粉、在來米粉               | 製作湯圓、年糕                             |
| 紅藻         | 洋菜粉                         | 製作果凍。非單純由葡萄糖聚合而成之澱粉類。 |
| 海藻類       | 果凍粉                         | 製作果凍。非單純由葡萄糖聚合而成之澱粉類。 |
| 蒟蒻         | 蒟蒻粉                         | 製作蒟蒻。非單純由葡萄糖聚合而成之澱粉類。 |

## 文內注釋
1. ↑  地瓜粉、樹薯粉、太白粉 傻傻分不清？ | 料理小知識 | | udn閱讀藝文
2. ↑  地瓜粉、太白粉、玉米粉、洋菜粉、果凍粉、蒟酪粉有什麼不同? @ 我的自由天地 :: 痞客邦 PIXNET ::[來源可靠？]